# Jiangyong
Jiangyong (chinês tradicional: 江永縣, chinês simplificado: 江永县, pinyin: Jiāngyǒng Xiàn) é uma localidade na província de Hunan, na China, e está sob a administração da cidade de Yongzhou.
Localizada na margem sul da província, faz fronteira a oeste com Guangxi, a nordeste com o condado de Dao, a sudeste com o condado de Jianghua, ao sul com o condado de Fuchuan de Guangxi, a oeste com o condado de Gongcheng de Guangxi, ao sul com o condado de Guanyang de Guangxi. Jiangyong cobre 1.627 km2, em 2015, tinha uma população registada de 278.715 e uma população residente permanente de 240.900. Tem 6 cidades e quatro distritos étnicos sob sua jurisdição, a sede é a cidade de Xiaopu (潇浦镇).

## Divisões a nível municipal
O condado de Jiangyong governa administrativamente 6 cidades e quatro distritos étnicos:
6 cidades
- Cushijiang (粗石江镇)
- Huilongyu (回龙圩镇)
- Shangjiangyu (上江圩镇)
- Taochuan (桃川镇)
- Xiacengpu (夏层铺镇)
- Xiaopu (潇浦镇)

4 Yao distritos étnicos
- Yao Lanxi (兰溪瑶族乡)
- Yao Qianjiadong (千家峒瑶族乡)
- Yao Songbai (松柏瑶族乡)
- Yao Yuankou (源口瑶族乡)